# Cars, Gironde
Cars är en kommun i departementet Gironde i regionen Nouvelle-Aquitaine i sydvästra Frankrike. Kommunen ligger i kantonen Blaye som tillhör arrondissementet Blaye. År 2022 hade Cars 1 219 invånare.

## Befolkningsutveckling
Antalet invånare i kommunen Cars
Referens:INSEE